# 戈夫斯敦 (新罕布什爾州普查規定居民點)
戈夫斯敦（英語：Goffstown）是位於美國新罕布什爾州希爾斯波羅縣的普查規定居民點。

## 人口
根據2020年美國人口普查的數據，戈夫斯敦的面積為8.81平方千米，當中陸地面積為8.20平方千米，而水域面積為0.61平方千米。當地共有人口3366人，而人口密度為每平方千米382.07人。